# العلاقات النرويجية الكازاخستانية
العلاقات النرويجية الكازاخستانية هي العلاقات الثنائية التي تجمع بين النرويج وكازاخستان.

## مقارنة بين البلدين
هذه مقارنة عامة ومرجعية للدولتين:
| وجه المقارنة                                              | النرويج                                                   | كازاخستان                      |
| --------------------------------------------------------- | --------------------------------------------------------- | ------------------------------ |
| المساحة (كم2)                                             | 385.21 ألف                                                | 2.72 مليون                     |
| عدد السكان (نسمة)                                         | 5.33 مليون                                                | 17.95 مليون                    |
| الكثافة السكانية (ن./كم²)                                 | 13.84                                                     | 6.6                            |
| العاصمة                                                   | أوسلو                                                     | نور سلطان                      |
| اللغة الرسمية                                             | بوكمول، لغات السامي، نينوشك، اللغة النرويجية              | اللغة القازاقية، اللغة الروسية |
| العملة                                                    | كرونة نروجية                                              | تينغ كازاخستاني                |
| الناتج المحلي الإجمالي (بليون دولار)                      | 398.83 مليار                                              | 159.41 مليار                   |
| الناتج المحلي الإجمالي (تعادل القوة الشرائية) بليون دولار | 322.23 مليار                                              | 439.39 مليار                   |
| الناتج المحلي الإجمالي الاسمي للفرد دولار أمريكي          | 74.40 ألف                                                 | 10.51 ألف                      |
| الناتج المحلي الإجمالي للفرد دولار أمريكي                 | 65.61 ألف                                                 | 24.23 ألف                      |
| مؤشر التنمية البشرية                                      | 0.944                                                     | 0.788                          |
| رمز المكالمات الدولي                                      | +47                                                       | +7                             |
| رمز الإنترنت                                              | .no                                                       | .kz، .қаз ‏                     |
| المنطقة الزمنية                                           | ت ع م+01:00، ت ع م+02:00، توقيت وسط أوروبا، أوروبا/أوسلو ‏ | ت ع م+05:00، ت ع م+06:00       |

## منظمات دولية مشتركة
يشترك البلدان في عضوية مجموعة من المنظمات الدولية، منها:
| علم المنظمة | اسم المنظمة                               | تاريخ انضمام النرويج | تاريخ انضمام كازاخستان |
| ----------- | ----------------------------------------- | -------------------- | ---------------------- |
|             | الاتحاد البريدي العالمي                   | ?                    | ?                      |
|             | بنك التنمية الآسيوي                       | 1966                 | 1994                   |
|             | يونسكو                                    | 4 نوفمبر 1946        | 22 مايو 1992           |
|             | البنك الدولي للإنشاء والتعمير             | 27 ديسمبر 1945       | 23 يوليو 1992          |
|             | وكالة ضمان الاستثمار متعدد الأطراف        | 9 أغسطس 1989         | 12 أغسطس 1993          |
|             | الاتحاد الدولي للاتصالات                  | 1866                 | 23 فبراير 1993         |
|             | منظمة الشرطة الجنائية الدولية             | ?                    | ?                      |
|             | مؤسسة التمويل الدولية                     | 20 يوليو 1956        | 30 سبتمبر 1993         |
|             | مجموعة الموردين النوويين                  | ?                    | ?                      |
|             | الأمم المتحدة                             | 27 نوفمبر 1945       | 2 مارس 1992            |
|             | منظمة الأمن والتعاون في أوروبا            | 25 يونيو 1973        | 30 يناير 1992          |
|             | مؤسسة التنمية الدولية                     | 24 سبتمبر 1960       | 23 يوليو 1992          |
|             | الفريق المعني برصد الأرض                  | ?                    | ?                      |
|             | منظمة حظر الأسلحة الكيميائية              | ?                    | ?                      |
|             | المركز الدولي لتسوية المنازعات الاستشارية | 15 سبتمبر 1967       | 21 أكتوبر 2000         |

## وصلات خارجية
- موقع وزارة الخارجية النرويجية
- موقع وزارة الخارجية الكازاخستانية